# Modesto Molina
Modesto Molina Menacho (Pailón, 21 settembre 1967) è un ex calciatore boliviano, di ruolo attaccante.

## Biografia
Ha avuto due figli dal matrimonio con Sara Parada. Una volta ritiratosi dall'attività agonistica ha aperto una scuola calcio a Pailón e si è dedicato per qualche anno all'attività politica.

## Caratteristiche tecniche
Attaccante, giocava come centravanti. Dotato di un fisico possente, era mancino ed era capace di effettuare tiri di considerevole potenza.

## Carriera

### Club
Molina debuttò a diciassette anni con la maglia del Real Santa Cruz; dopo le undici reti segnate nel campionato 1988 scelse di trasferirsi all'Oriente Petrolero, rimanendo pertanto a Santa Cruz de la Sierra. Alla sua prima stagione con la squadra bianco-verde realizzò 15 gol, secondo miglior marcatore della sua formazione dietro al brasiliano Carlos da Silva; nel 1990 fu tra i titolari della finale del campionato vinta ai rigori contro il Bolívar. Il periodo all'Oriente rappresentò l'apice della sua carriera: con tali colori Molina ottenne la convocazione in Nazionale boliviana e realizzò 50 reti. Nel 1995 passò al The Strongest, rimanendovi per un'annata; nel 1996 giocò per il Destroyers. Nel 1997 dovette ritirarsi a causa di un grave infortunio al ginocchio; in quel torneo vestiva la maglia del San José di Oruro.

### Nazionale
Il 14 giugno 1991 fece il suo esordio in Nazionale maggiore. Nello stesso anno venne incluso nella lista per la Copa América. Debuttò il 13 luglio a Viña del Mar contro l'Ecuador, giocando da titolare tutti i 90 minuti; in quell'occasione – l'unico incontro da lui disputato in Copa América – fu impiegato a centrocampo. Durante la gestione di Xabier Azkargorta partecipò alle qualificazioni al campionato mondiale di calcio 1994.

## Palmarès

### Club

#### Competizioni nazionali
- Campionato boliviano: 1

Oriente Petrolero: 1990